# Harry Rilling

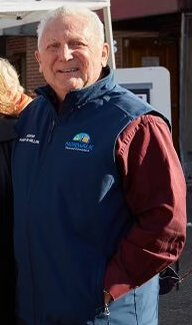
Harry Rilling (2021)

Harry W. Rilling (* 6. August 1947 in Norwalk, Connecticut) ist ein US-amerikanischer Politiker und Bürgermeister von Norwalk. Zuvor war er 17 Jahre lang Polizeichef der Stadt gewesen. Er ist Demokrat und wurde am 5. November 2013 zum Bürgermeister gewählt.

## Leben
Rilling wurde in Norwalk als Sohn von Harry S. und Mary L. Rilling geboren. Er verbrachte seine frühe Kindheit teilweise in New Canaan, wuchs aber hauptsächlich in Norwalk auf. Sein Vater war Gewächshausarbeiter und seine Mutter Hausfrau. Er hat einen älteren Bruder und eine ältere Schwester. Rilling machte 1965 seinen Abschluss an der Norwalk High School. Er hat einen Bachelor of Science in Strafjustiz (summa cum laude) vom Iona College und einen Master in Öffentlicher Verwaltung von der University of New Haven. Des Weiteren ist er ein Absolvent des FBI Executive Development Course.
Er trat 1967 in die United States Navy ein und wurde 1971 mit dem Dienstgrad E-5 ehrenvoll entlassen. Rilling ging 1971 zum Norwalk Police Department und stieg 1995 zum Polizeichef auf; eine Position, die er bis zu seiner Pensionierung 2012 innehatte. Im Jahr 2013 besiegte er den amtierenden Bürgermeister von Norwalk Richard A. Moccia. Von 1996 bis 2004 war Rilling außerordentlicher Professor für Strafjustiz am Norwalk Community College.
Rilling war mehrfach verheiratet. Im Januar 1969 heiratete er Cheryl A. Cocco, von welcher er sich 1993 scheiden ließ. Aus der Ehe gingen drei Kinder hervor. Im Oktober 2001 heiratete er seine zweite Frau Wanda J. Crespo und im November 2013 schließlich seine dritte Frau Lucia C. Medower.